# Senobasis clavigeroides
Senobasis clavigeroides là một loài ruồi trong họ Asilidae. Senobasis clavigeroides được Papavero miêu tả năm 1975. Loài này phân bố ở vùng Tân nhiệt đới.